# Macrocephenchelys brevirostris
Macrocephenchelys brevirostris és una espècie de peix pertanyent a la família dels còngrids.

## Descripció
- Pot arribar a fer 36,7 cm de llargària màxima.
- Nombre de vèrtebres: 151-155.
- 256-300 radis tous a l'aleta dorsal.
- 184-240 radis tous a l'aleta anal.[3][4]

## Hàbitat
És un peix marí, demersal i de clima tropical que viu entre 280-440 m de fondària.

## Distribució geogràfica
Es troba al Pacífic occidental: des de Taiwan fins a Austràlia.

## Observacions
És inofensiu per als humans.